# 퍼펙트 데이트
《퍼펙트 데이트》(영어: The Perfect Date)는 2019년 넷플릭스에서 공개된 로맨틱 코미디 영화로, 노아 센티네오, 로라 마라노, 오디시어스 조지애디스가 출연했다. 감독은 크리스 넬슨이며, 스티브 블룸이 쓴 소설 《스탠드인》(The Stand-In)이 원작이다.
학비를 벌기 위해 맞춤형 데이트 사업에 뛰어든 남고생의 이야기를 다룬다.

## 줄거리
고등학생 브룩스 래티건은 예일대에 진학하고 싶어하지만, 아버지의 바람은 전액 장학금을 제공하는 코네티컷 대학교에 가는 것이다. 학비 마련에 어려움을 겪던 브룩스는 부잣집 사촌인 셀리아의 남자친구 대행 아르바이트를 하게 되면서, 자신의 적응력 있는 성격을 활용해 다양한 데이트를 성공적으로 이끌어내는 재능을 발견한다. 그는 매력적이지만 속물적인 셸비에게 반해 그녀의 마음을 얻으려 노력하고, 셀리아는 셸비에게 브룩스가 부유한 동네 출신이라고 거짓말을 한다.
브룩스의 절친한 친구인 프로그래머 머프는 브룩스를 '모든 행사에 함께 할 수 있는 파트너'로 판매하는 앱을 개발한다. 셀리아가 프랭클린에게 호감을 느끼자, 브룩스와 셀리아는 서로의 연애를 위해 가짜 이별 계획을 세우고, 사업이 번창하면서 브룩스는 머프를 소홀히 대하고 절교하게 된다. 셀리아는 브룩스의 예일대 면접을 주선하지만, 브룩스가 면접관에게 잘 보이기 위해 거짓 정보를 사용한 것을 알고 실망한다. 브룩스는 자신이 앱으로 하는 행동과 다를 바 없다고 항변한다.
셀리아는 프랭클린이 자신에게 맞는 사람이 아니라는 것을 깨닫지만 브룩스에게 알리지 않고, 가짜 이별 연기 중 브룩스의 말에 상처를 입고 그를 때린다. 브룩스는 그것조차 연기의 일부라고 생각한다. '이별' 후 셸비는 브룩스에게 키스하고 학교 무도회에 함께 가자고 제안하지만, 서로에게 공감하지 못하고 대화에 어려움을 겪는다. 무도회에서 브룩스는 자신의 앱을 이용해 데이트 연습을 했던 리아를 만나고, 그녀가 셸비 앞에서 앱을 통해 도움받았다고 감사 인사를 하자 셸비는 브룩스를 경멸하고 떠난다. 브룩스는 셸비에게 자신이 부유한 동네 출신이 아니며 예일대에 가기 위해 돈이 필요하다고 고백하지만, 셸비는 그를 거짓말쟁이라고 부르며 떠난다.
브룩스는 무도회에 있던 셀리아에게 춤을 제안하지만 거절당하고, 집에 돌아와 아버지와 대화하며 자신의 삶에 대해 이야기한다. 아버지는 아무도 자신을 완전히 알 수 없다는 것을 상기시키며, 브룩스가 되어가는 모습에 자부심을 느낀다고 말한다. 브룩스는 다른 사람이 되려고 노력해야 한다면 예일대에 가지 않기로 결심하고 코네티컷 대학교의 제안을 받아들인다. 머프와 화해하고 셀리아에게 편지를 전달한다. 편지에서 브룩스는 과거 자신의 목표가 멋진 차를 몰고 좋은 학교에 다니고 예쁜 여자와 데이트하는 것이었지만, 그것 때문에 나쁜 친구, 감사할 줄 모르는 아들, 자기중심적인 사람이 되었다는 것을 깨달았다고 고백한다. 셀리아와 함께 있을 때 가장 자신다움을 느꼈고, 그녀와 함께하고 싶다는 마음을 전한다.
셀리아는 브룩스의 집을 방문해 그를 때린 것을 사과한다. 그들은 파티를 위해 개조된 샌드위치 가게로 가서 머프, 그리고 머프가 짝사랑하는 샌드위치 가게 단골 손님과 함께 시간을 보낸다. 머프는 코네티컷 대학교 합격 소식을 밝히고, 브룩스와 셀리아는 화해하며 키스한다. 네 사람은 영화 마지막까지 춤을 춘다.

## 출연진
- 노아 센티네오 - 브룩스 래티건
- 로라 마라노 - 실리아 리버먼
- 오디시어스 조지애디스 - 머프
- 커밀라 멘디스 - 셸비 페이스
- 맷 월시 - 찰리 래티건
- 조 크레스트 - 제리 리버먼
- 캐리 러자 - 릴리언 리버먼
- 앨릭스 비글레인
- 블레인 컨 3세 - 프랭클린
- 잭 스타이너 - 리스
- 타이 파커 - 카텔리
- 웨인 페레 - 뉴하우스씨
- 오텀 워커 - 리아
- 아이번 호이 주니어 - 래리